# اچ‌ام‌اس آلرت (۱۸۵۶)
اچ‌ام‌اس آلرت (۱۸۵۶) (به انگلیسی: HMS Alert (1856)) یک کشتی بود که طول آن ۱۶۰ فوت (۴۹ متر) بود. این کشتی در سال ۱۸۵۶ ساخته شد.